# Złącze omowe
Złącze omowe - złącze (kontakt, styk) metalu z półprzewodnikiem niewykazujące własności prostujących, nieposiadające warstwy zaporowej. Złącza omowe nie zakłócają w jakikolwiek wyraźny sposób koncentracji nośników w pobliżu styku. Poziom wstrzykiwania γ takiego złącza powinien być równy zeru. Praktycznie otrzymanie złącza omowego jest bardzo trudne i wymaga specjalnych zabiegów. Jedynie w przypadku półprzewodników silnie domieszkowanych, gdzie n»p lub p»n, można otrzymać złącze omowe.